# NGC 3251
NGC 3251 је спирална галаксија у сазвежђу Лав која се налази на NGC листи објеката дубоког неба.
Деклинација објекта је + 26° 5' 56" а ректасцензија 10h 29m 16,5s. Привидна величина (магнитуда) објекта NGC 3251 износи 13,5 а фотографска магнитуда 14,2. NGC 3251 је још познат и под ознакама IC 2579, UGC 5684, MCG 4-25-23, CGCG 124-29, IRAS 10264+2621, PGC 30892.